# Стрюкове (Горлівський район)
Стрю́кове — село Хрестівської міської громади Горлівського району Донецької області, Україна. Населення становить 151 осіб.

## Географія
У селі Балка Нікішина впадає у річку Міус.

## Загальні відомості
Відстань до райцентру становить близько 19 км і проходить автошляхом місцевого значення.
Землі села межують із територією смт Фащівка Антрацитівського району Луганської області.
Неподалік від села розташована ботанічна пам'ятка природи загальнодержавного значення «Урочище Грабове».
Унаслідок російської військової агресії Стрюкове перебуває на території ОРДЛО.

## Населення

### Мова
Розподіл населення за рідною мовою за даними перепису 2001 року:
| Мова       | Кількість | Відсоток |
| ---------- | --------- | -------- |
| російська  | 137       | 90.73%   |
| українська | 14        | 9.27%    |
| Усього     | 151       | 100%     |